# Medvědí kámen
Medvědí kámen – wzniesienie o wysokości  907m n.p.m. w Górach Złotych w Sudetach Wschodnich, leżące w bocznym grzbiecie Gór Złotych.

## Położenie
Wzniesienie w południowo-wschodniej części Gór Złotych w Sudetach Wschodnich, około 5,1 km, na północny zachód od centrum miejscowości Jesionik, (czes. Jeseník).

## Fizjografia
Wzniesienie w bocznym grzbiecie z mało wyrazistym wierzchołkiem o nieregularnej rzeźbie i ukształtowaniu o stromych zboczach południowym, zachodnim i wschodnim. Wznosi się w bliskiej odległości od wzniesień: Na Radosti wznoszącym się po północno-wschodniej stronie i Studniční vrch po wschodniej stronie. Wyrasta z północnego zbocza wzniesienia Na Radosti w kształcie wysuniętego garbu. Stanowi jedną z kulminacji rozległego masywu Studničnego vrchu, który jest częścią geomorfologiczną Gór Złotych. Zbocza: zachodnie, południowe i wschodnie stromo schodzą w kierunku doliny rzecznej potoku Vidnávka pol. Widna, która z trzech stron wyraźnie wydziela wzniesienie. Zbocze północne łagodnie przechodzi w południowe zbocza wzniesienia Na Radosti (979 m n.p.m.), od którego oddzielone jest nieznacznym wąskim wypłaszczeniem. Na zboczu północno-wschodnim na poziomie 850 m n.p.m. około 150 m od szczytu położone jest źródło Medvědí pramen. Cała powierzchnia wzniesienia porośnięta jest w większości naturalnym lasem mieszanym regla dolnego, a w partiach szczytowych świerkowym regla górnego z niewielką domieszką drzew liściastych. Położenie wzniesienia czyni wzniesienie trudno rozpoznawalnym w terenie, gdyż z dalszej odległości z towarzyszącymi wzniesieniami tworzy jeden zwarty masyw.

## Budowa geologiczna
Wzniesienie zbudowane ze skał metamorficznych, głównie z gnejsów, fyllitów i amfibolitów oraz łupków krystalicznych. Zbocza wzniesienia pokrywa niewielka warstwa młodszych osadów glin, żwirów, piasków i lessów z okresu zlodowaceń plejstoceńskich i osadów powstałych w chłodnym, peryglacjalnym klimacie. Cała powierzchnia wzniesienia porośnięta jest w większości naturalnym lasem mieszanym regla dolnego, a w partiach szczytowych świerkowym regla górnego z niewielką domieszką drzew liściastych.

## Inne
- Na południowym zboczu, poniżej szczytu znajdują się kilkumetrowe gnejsowe skałki.
- W przeszłości wzniesienie nosiło nazwę: Bären-Stein,  Wilderkoppe (Bärenstein)
- Na południowym zboczu, 150 m. poniżej szczytu położona jest formacja skalna Medvědí kámen[3] Na jednej ze skał  tablica z napisem "Bären stein 1859"

## Turystyka
Przez szczyt prowadzi znakowany szlak turystyczny
- niebieski –szlak prowadzący z miejscowości Lipová-lázně do skrzyżowania szlaków "Ripperův kámen".
- zielony–szlak  prowadzący z miejscowości Lipová-lázně do Jesionik.
- Na wzniesienie można dojść ścieżką dydaktyczną NS Krajem Rychlebských hor
- Na południowym zboczu około 150 m poniżej szczytu znajdują się formacje skalne: Medvědí kámen i Tylova vyhlídka[4], które stanowią punkty widokowe na zachodnią i południową stronę, w stronę głównego grzbietu Gór Złotych ze Smrekiem oraz w stronę masywu Keprnika w Wysokim Jesioniku.